# Haitianisch-tadschikische Beziehungen
Die haitianisch-tadschikischen Beziehungen beschreiben das bilaterale Verhältnis zwischen der Republik Haiti einerseits und der Republik Tadschikistan andererseits.
Die im Jahr 1804 von Frankreich unabhängig gewordene Republik Haiti und die im Jahr 1991 aus der Auflösung der Sowjetunion entstandene Republik Tadschikistan unterhalten seit 2016 diplomatische Beziehungen.
Die Vorbereitung und der Vollzug des entsprechenden Notenwechsels fanden bei den Vereinten Nationen in New York statt.
Weder auf diplomatischer noch auf konsularischer Ebene wurden Auslandsvertretungen im jeweils anderen Land eingerichtet.
Die formalisierten Beziehungen zeigten weder bei politischen noch wirtschaftlichen oder kulturellen Themen Ansätze bilateraler Zusammenarbeit.